# Pseudopaludicola pusilla
Pseudopaludicola pusilla és una espècie de granota que viu a Colòmbia i Veneçuela.